# Traditional Unionist Voice
Traditional Unionist Voice (lett. "Voce Unionista Tradizionale", TUV) è un partito politico unionista dell'Irlanda del Nord fondato il 7 dicembre 2007 come scissione del Partito Unionista Democratico (DUP) contraria all'Accordo di Saint Andrews. Il primo e attuale leader è Jim Allister che, fino al 2009, fu europarlamentare indipendente, dopo essere stato eletto alle elezioni europee del 2004 nel DUP. Alle elezioni europee del 2009 Allister non fu rieletto quando si candidò nel TUV. Nel giugno 2008 venne annunciato che l'ex deputato del Partito Unionista dell'Ulster (UUP) William Ross era stato nominato Presidente.